# Rökt ål

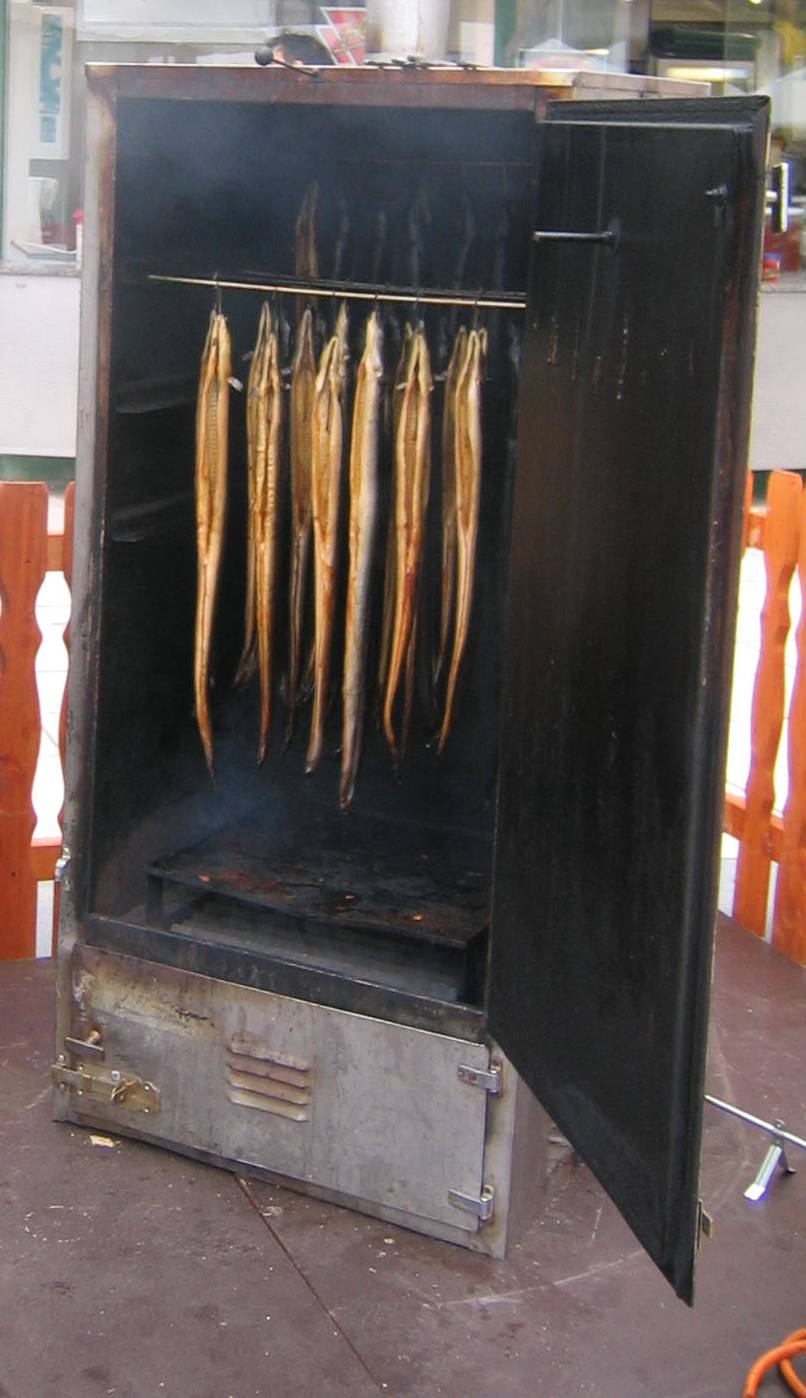
Rökning av ål på Alexanderplatz i Berlin.

Rökt ål eller rögad ål är en maträtt som länge har varit vanligt på julborden i södra Sverige speciellt i Blekinge och Skåne. 
Europeisk ål (latin anguilla anguilla) är rödlistad som akut utrotningshotad i Sverige sedan 2005 och av Internationella naturvårdsunionen sedan 2008. I sin fiskguide avråder Världsnaturfonden från att äta och köpa den. Sedan december 2006 är det förbjudet att fiska ål för alla som inte har särskilt tillstånd.